# Meridiano 4 oeste
El meridiano 4 oeste de Greenwich es una línea de longitud que se extiende desde el Polo Norte atravesando el Océano Ártico, el Océano Atlántico, Europa, África, el Océano Antártico y la Antártida, hasta el Polo Sur.
El meridiano 4 oeste forma un gran círculo con el meridiano 176 este.
Comenzando en el Polo Norte y dirigiéndose hacia el Polo Sur, este meridiano atraviesa:
| Coordenadas                     | País, territorio o mar | Notas                                                     |
| ------------------------------- | ---------------------- | --------------------------------------------------------- |
| 90°0′N 4°0′O / 90.000, -4.000   | Océano Ártico          | Mar de Noruega                                            |
| 81°52′N 4°0′O / 81.867, -4.000  | Océano Atlántico       | Mar de Groenlandia                                        |
| 58°34′N 4°0′O / 58.567, -4.000  | Reino Unido            | Escocia                                                   |
| 57°56′N 4°0′O / 57.933, -4.000  | Mar del Norte          | Fiordo de Dornoch                                         |
| 57°50′N 4°0′O / 57.833, -4.000  | Reino Unido            | Escocia                                                   |
| 57°42′N 4°0′O / 57.700, -4.000  | Mar del Norte          | Moray Firth                                               |
| 57°36′N 4°0′O / 57.600, -4.000  | Reino Unido            | Escocia, atravesando Motherwell, justo al este de Glasgow |
| 54°46′N 4°0′O / 54.767, -4.000  | Mar de Irlanda         |                                                           |
| 53°15′N 4°0′O / 53.250, -4.000  | Reino Unido            | Gales, pasa justo al oeste de Swansea                     |
| 51°54′N 4°0′O / 51.900, -4.000  | Canal de Bristol       |                                                           |
| 51°13′N 4°0′O / 51.217, -4.000  | Reino Unido            | Inglaterra, pasa justo al este de Barnstaple y Plymouth   |
| 50°18′N 4°0′O / 50.300, -4.000  | Océano Atlántico       | Canal de la Mancha                                        |
| 48°43′N 4°0′O / 48.717, -4.000  | Francia                |                                                           |
| 47°51′N 4°0′O / 47.850, -4.000  | Océano Atlántico       | Golfo de Vizcaya                                          |
| 43°27′N 4°0′O / 43.450, -4.000  | España                 | Castilla-La Mancha, atraviesa Toledo                      |
| 46°45′N 4°0′O / 46.750, -4.000  | Mar Mediterráneo       | Mar de Alborán                                            |
| 35°14′N 4°0′O / 35.233, -4.000  | Marruecos              |                                                           |
| 30°51′N 4°0′O / 30.850, -4.000  | Argelia                |                                                           |
| 24°28′N 4°0′O / 24.467, -4.000  | Mali                   |                                                           |
| 13°26′N 4°0′O / 13.433, -4.000  | Burkina Faso           |                                                           |
| 9°50′N 4°0′O / 9.833, -4.000    | Costa de Marfil        | Pasa justo al este de Abiyán                              |
| 5°14′N 4°0′O / 5.233, -4.000    | Océano Atlántico       |                                                           |
| 60°0′S 4°0′O / -60.000, -4.000  | Océano Antártico       |                                                           |
| 70°19′S 4°0′O / -70.317, -4.000 | Antártida              | Tierra de la Reina Maud, reclamado por Noruega            |